# Чкаловська (станція метро, Санкт-Петербург)
59°57′39″ пн. ш. 30°17′31″ сх. д. / 59.96083° пн. ш. 30.29194° сх. д.
Чкалівська — станція Фрунзенсько-Приморської лінії Петербурзького метрополітену, розташована між станціями «Спортивна» і « Хрестовський острів».
До введення в експлуатацію ділянки «Достоєвська»-«Спаська» 7 березня 2009 експлуатувалася в складі Правобережної лінії.
Станція відкрита 15 вересня 1997 у складі ділянки «Садова»-«Чкалівська». Назва пов'язана з її розташуванням на Чкалівському проспекті.

## Технічна характеристика
Конструкція станції — односклепінна глибокого закладення (глибина закладення —  60 м). Вихід у місто здійснюється тристрічковим похилим ходом, що починається з північного торця станції. Освітлення встановлене не на балюстрадах ескалатора, а на склепінні: використовуються світильники у вигляді пропелерів.

## Вестибюль
Наземний вестибюль знаходиться на стилобаті (до його дверей піднімаються сходи). Фасад засклений. Вхід до павільйону прикрашають світильники, аналогічні тим, що встановлені на станції. Над ескалаторним ходом розташований великий балкон, що з'єднує службові приміщення. З вестибюля є другий невикористовуваний вихід на Ропшинської вулиці. Поруч з вестибюлем встановлено бюст В. П. Чкалову. Він поставлений до ювілею перельоту літака АНТ-25 за маршрутом Москва - Північний полюс - Ванкувер. Другий аналогічний бюст встановлено в американському Ванкувері.
Вихід у місто на Чкалівському проспекті, Велику Зеленину, Ропшинську вулиці, Колпінський провулок.

## Колійний розвиток
Через те що станція «Чкалівська» була кінцевою станцією Правобережної лінії у 1997-1999 рр.., на перегоні «Чкалівська» - «Хрестовський острів» знаходиться з'їзд, що використовували для обороту складів. Оскільки спочатку планувалося пустити відразу всю ділянку «Садова» - «Старе Село», з'їзд довелося вбудовувати між перегінними тунелями.

## Оздоблення
Інтер'єр станції оригінально оформлено на авіаційну тематику: розмітка злітно-посадкової смуги на підлозі, покажчики у формі стрілок, а металеві світильники над коліями стилізовані під конструктивні елементи літака АНТ-6. Торець прикрашає вітраж із зображенням людини, що плавно переходить в літак.
У 2009 році на станції було запроваджено новий інформаційний простір, в результаті чого було демонтовано назви станції з колійних стін, а також втрачені оригінальні покажчики.

## Ресурси Інтернету
- «Чкалівська» на metro.vpeterburge.ru(рос.)
- «Чкалівська» на ometro.net(рос.)
- «Чкалівська» на форумі SubwayTalks.ru(рос.)